# شمس (فلم)
شمس هو فيلمٌ مصريٌ أُنتج عام 2023. وهو أول تجربة إخراج سينمائي للممثل معوض إسماعيل.

## قصة الفيلم
يكتشف خالد أنه في مكان مجهول لا يعرفه، ويخبره أحد البائعين المتجولين أنه ممسوس من الجن، لزيارته المتكررة لحديقة مسكونة، فيزورها لكي يجد حلاً لهذا اللغز، ويتذكر مكان لقائه الأول بحبيبته شمس.

## إنتاج الفيلم
الفيلم من بطولة عمرو عبد الجليل، محمود عبد المغني، خالد الصاوي، أحمد بدير، هدى الإتربي، محمد سليمان وعلاء مرسي.
الفيلم من تأليف وسيناريو سعودي، حيث ألفه الدكتور طلال الطريفي، وكتب له السيناريو فواز الخريشي، ليكون بذلك أول عملٍ من سيناريو وتأليف سعودي، وإخراج مصري. قام بتمصير الحوار محمد القوشتي.
لكن الفيلم رُفع من دور العرض بعد أسبوعين من عرضه لعدم تحقيقه إيراداتٍ جيدة.